# Mesochorus sincerus
Mesochorus sincerus là một loài tò vò trong họ Ichneumonidae.